# Mehatpur Basdehra
Mehatpur Basdehra – miasto w północnych Indiach w stanie Himachal Pradesh, w zachodnich Himalajach.
Populacja miasta w 2001 roku wynosiła 8686 mieszkańców.